# Пирти
Пирти — озеро на территории Луусалмского сельского поселения Калевальского района Республики Карелии.

## Общие сведения
Площадь озера — 1,2 км², площадь водосборного бассейна — 31,5 км². Располагается на высоте 214,7 метров над уровнем моря.
Форма озера продолговатая: оно вытянуто с севера на юг. Берега каменисто-песчаные, местами заболоченные.
Из залива на северной стороне озера вытекает безымянный водоток, который, протекая через озеро Мато, впадает в озеро Куржма, через которое протекает река Куржма, впадающая с правого берега в реку Войницу, которая в свою очередь впадает в озеро Ридалакши, которое протокой соединяется с озером Верхним Куйто.
К юго-востоку от озера проходит автодорога 86К-3 («„Кола“ — Калевала — Лонка»).
Озеро расположено в двух километрах от Российско-финляндской границы.
Код объекта в государственном водном реестре — 02020000811102000004319.